# Tündérkémény
A tündérkémények magas, nem túl széles, az erózió által kialakított sziklatornyok, melyek általában kiszáradt vízgyűjtő területen, angol szóval badlanden találhatók.

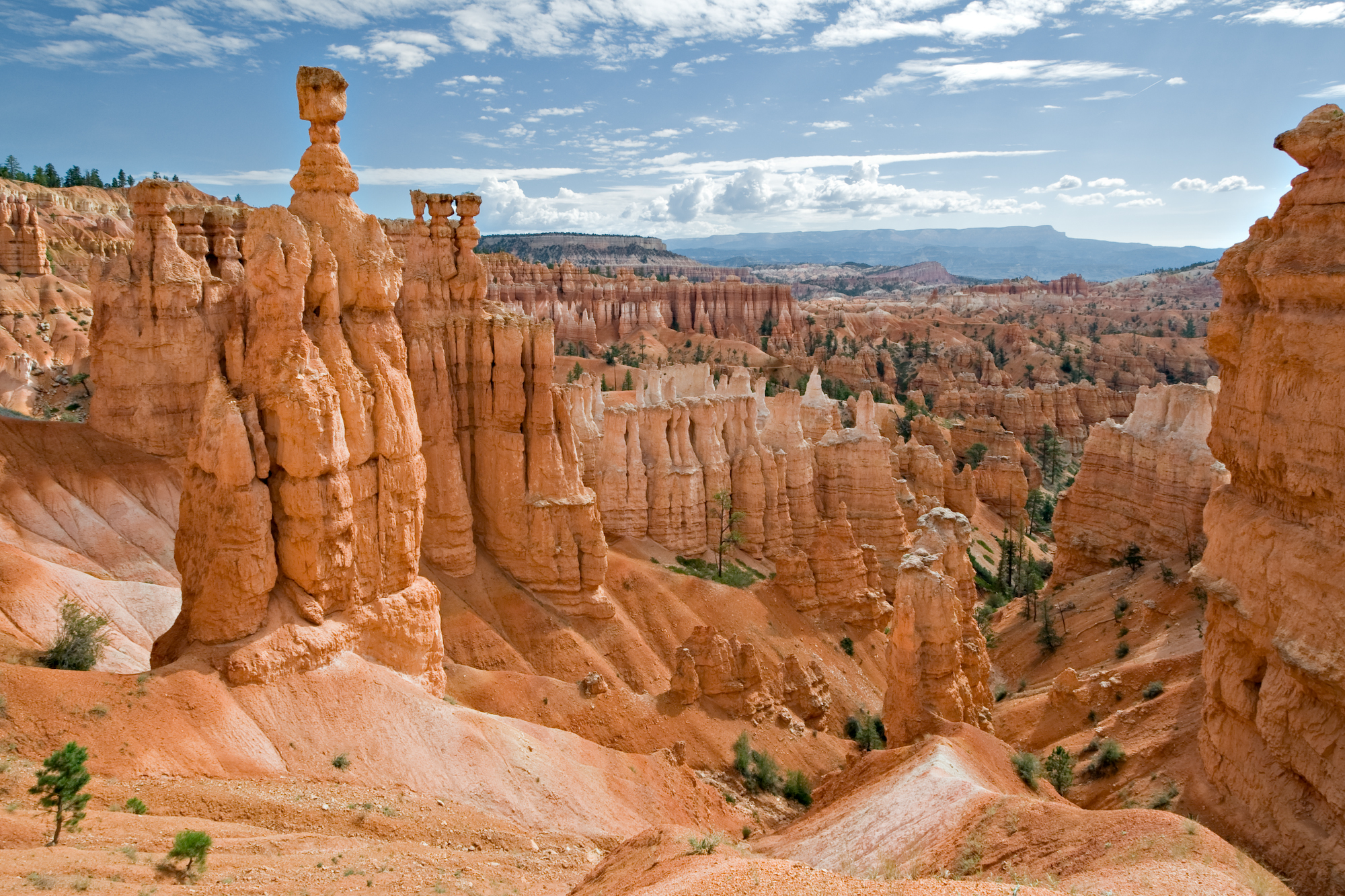
Tündérkémények a Bryce Canyon Nemzeti Parkban (USA)

Anyaguk viszonylag puha szikla, mely felül keményebb, és így kevésbé erodálódott az évmilliók során. Tipikusan üledékes kőzetek területén fordulnak elő, és vulkanikus sziklákból is formálódhatnak.
Többnyire száraz, forró sivatagi területeken találhatóak.
A tündérkémények jellegzetessége, hogy változó vastagságúak, kissé hasonlóan egy totemoszlophoz. Magasságuk is változó, egy átlagos felnőtt magasságától egészen egy 10 emeletes házig terjedhet.
Formájuk igen változatos lehet, attól függően, hogy milyen mértékben volt hatással az erózió az egyes rétegekre. A színük is változó, ez attól függ, hogy milyen ásványokat tartalmaz a szikla anyaga. A színük többnyire vöröses a mangán-, és vastartalom miatt.

## Előfordulásaik
Tündérkémények szép számban találhatóak a Colorado-fennsík területén.
A Földön a legtöbb (több száz) tündérkémény együtt a Bryce Canyon Nemzeti Parkban található, mely az USA Utah államában van, közel a Monument Valley-hez, és a Red Canyonhoz. A Bryce Canyon nagy turistalátványossága a tündérkémények alkotta természetes "amfiteátrum", melyet az erózió alakított ki.
Törökországban Kappadókia területén is találhatóak ilyen sziklaformák, ahol lakásokat is vájtak egyes sziklákból.
Franciaországban  az Alpes-de-Haute-Provence területén találhatóak tündérkémények.
Szerbiában Đavolja Varoš (‘Az ördög városa’) területén láthatóak ilyen képződmények, mely  1959 óta védett terület.
Tajvan szigetén a Wanli körzetben található néhány tündérkémény, melyek a tengerparton alakultak ki a miocén korban.

## Tündérkémények vulkanikus sziklákból
A vulkanikus eredetű tündérkémények anyaga tufa (kőzettévált vulkáni törmelék), melyet vékony bazalt réteg fed. A bazalt jóval keményebb kőzet és ezért ellenállóbb az erózióval szemben.
Az idők során a bazalt rétegben repedések keletkezhetnek, és ezeken keresztül az erózió utat talál a puhább rétegekhez, melyeket formálja, és kialakulnak a fura, látványos alakzatok.

## Képek a világból

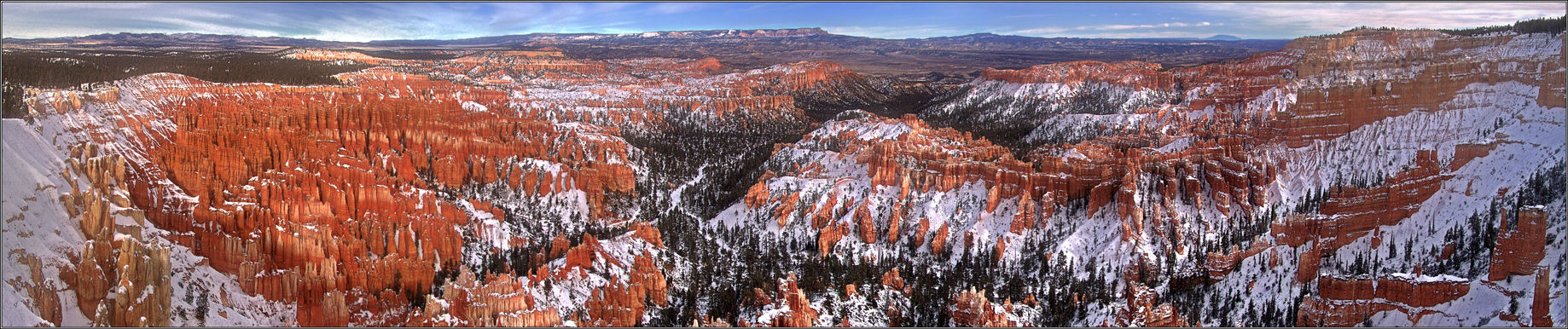
Bryce Canyon Nemzeti Park, az „Amfiteátrum” (USA)
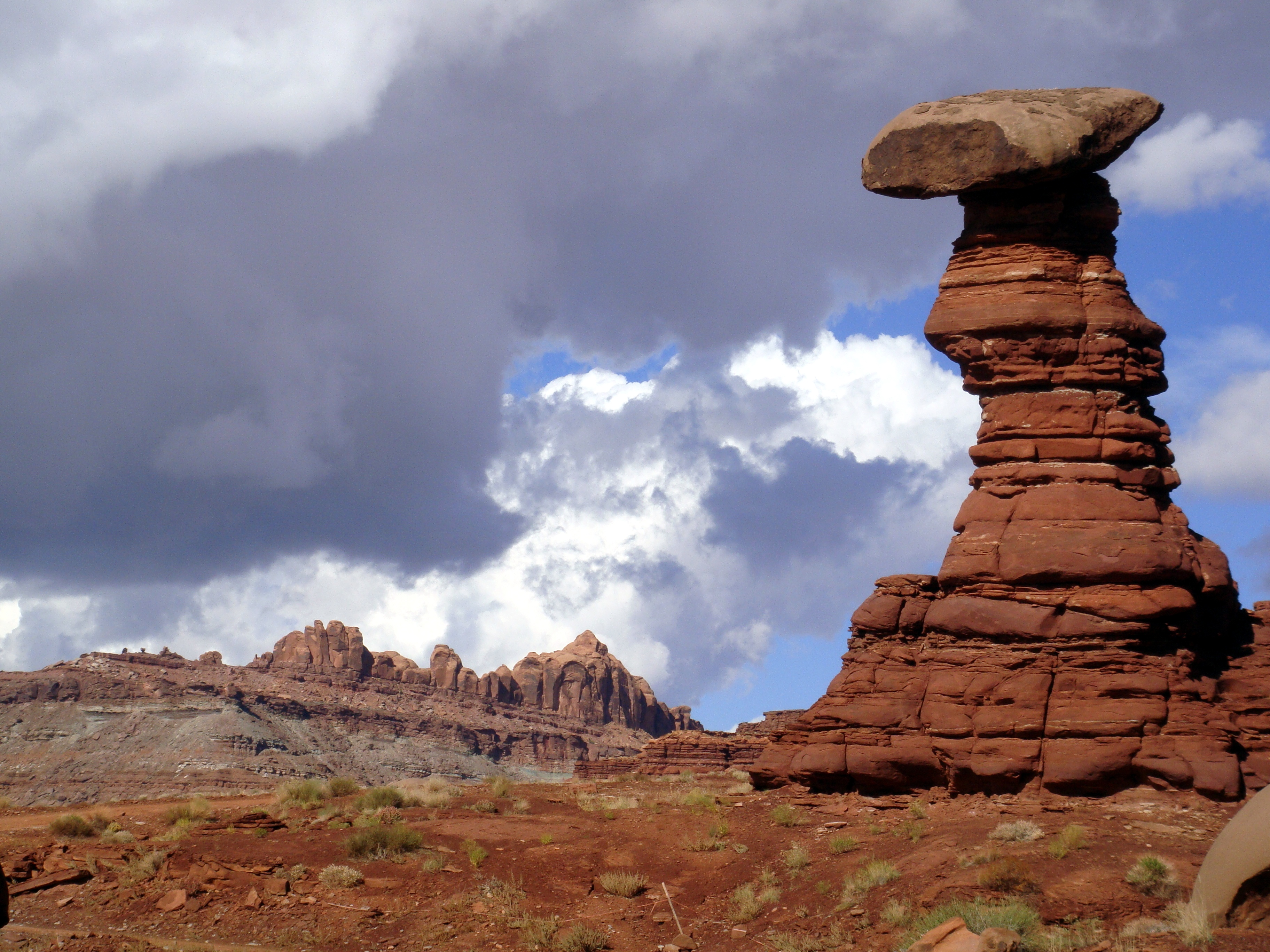
West Moab, Utah (USA)
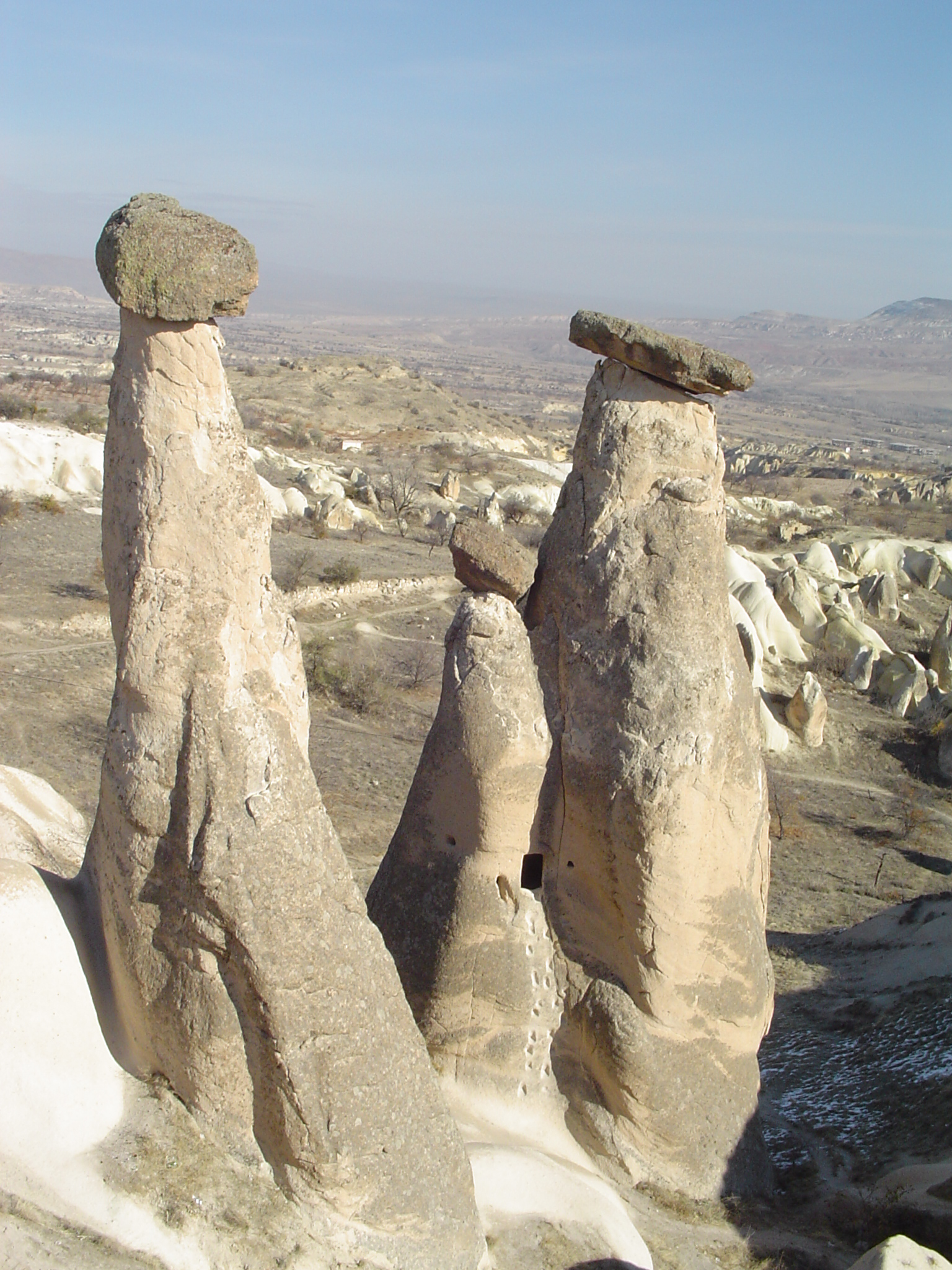
Kappadókia (Törökország)
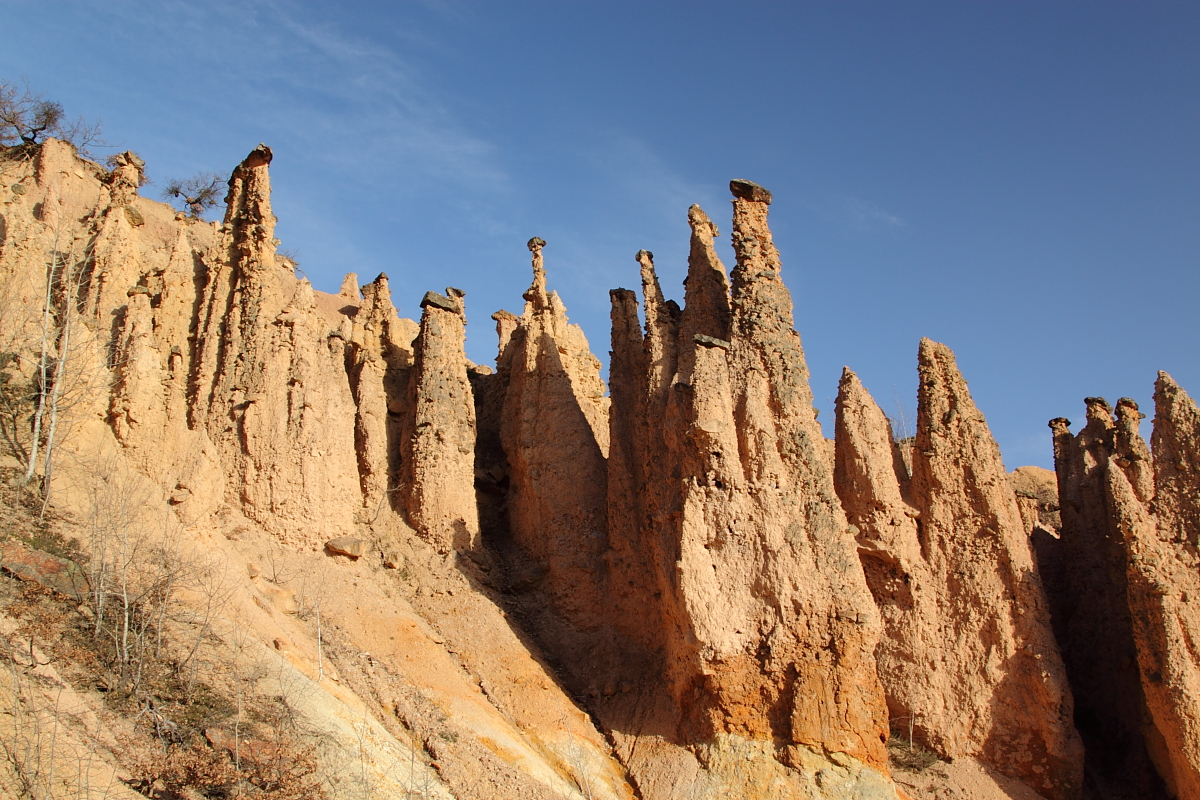
Az „Ördög városa” (Szerbia)
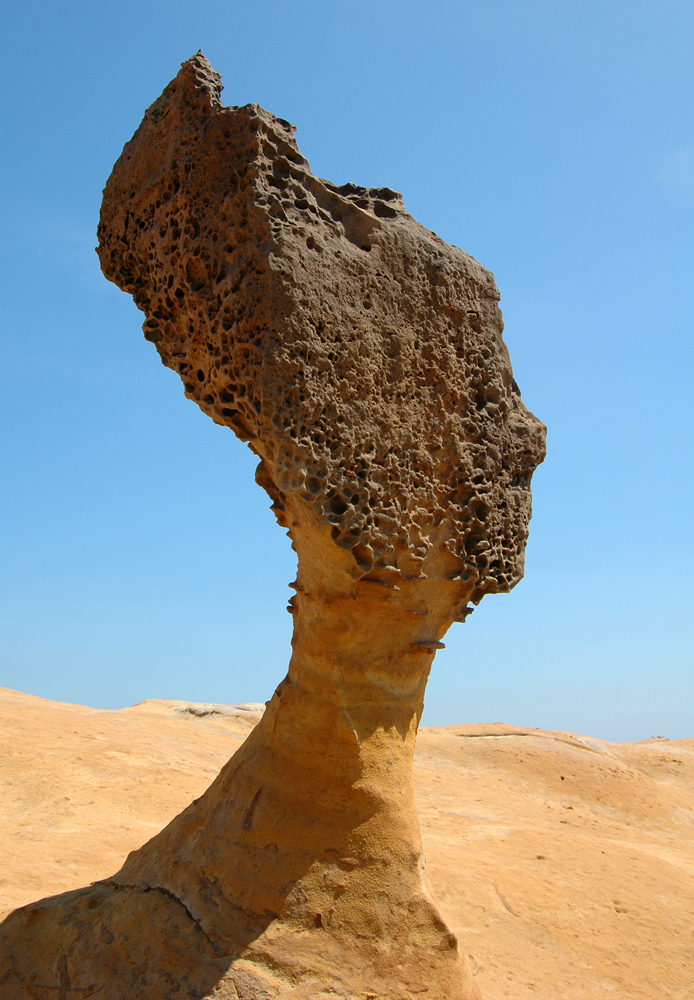
Tajvan
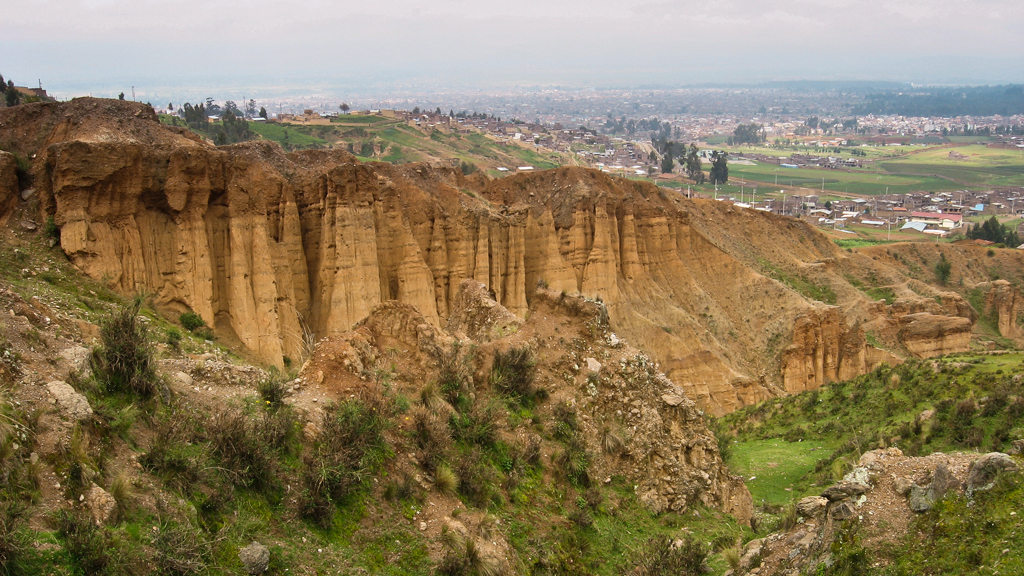
Torre Torre, Peru